# Pittosporum crassifolium
Pittosporum crassifolium là một loài thực vật có hoa trong họ Pittosporaceae. Loài này được Banks & Sol. ex A.Cunn. miêu tả khoa học đầu tiên năm 1839.